# 미시마촌 (오카야마현)
미시마촌(箕島村)은 오카야마현 쓰쿠보군에 있던 촌이다. 현재의 오카야마시 미나미구의 일부에 해당한다.

## 역사
- 1889년 6월 1일 - 정촌제 시행에 의해 쓰우군 미시마촌이 성립하였다.
- 1900년 4월 1일 - 군의 통합에 의해 쓰쿠보군이 되었다.
- 1902년 4월 1일 - 세노오정과 합병해 새로운 세노오정이 신설하여 폐지되었다.

## 참고문헌
- 角川日本地名大辞典編纂委員会 編『角川日本地名大辞典』 33巻《岡山県》、角川書店、東京、1989年7月8日。doi:10.11501/12288356。ISBN 978-4-04-001330-5。 NCID BN00094881。OCLC 673246624。
- 地名情報資料室 編『市町村名変遷辞典』東京堂出版、東京、1990年9月1日。doi:10.11501/12760487。ISBN 978-4-490-10280-2。 NCID BN05330777。OCLC 673338495。